# بیلگیش
بیلگیش (به لاتین: Bilgish) یک منطقهٔ مسکونی در روسیه است که در باشقیرستان واقع شده‌است.